# Общество кайзера Вильгельма

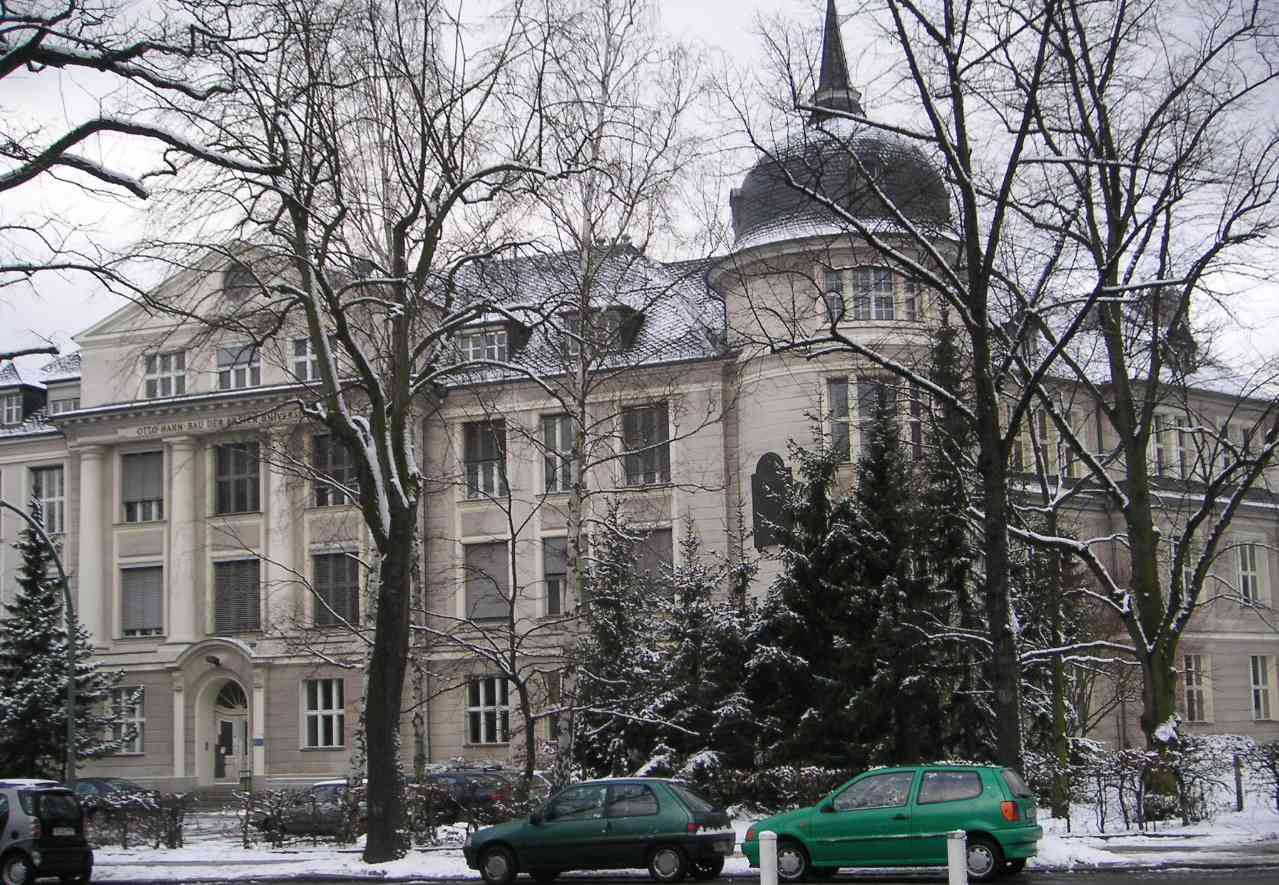
Здание бывшего института химии Общества кайзера Вильгельма в Берлине, где Отто Ган открыл деление ядра, ныне институт химии, отделение биохимии Свободного университета Берлина

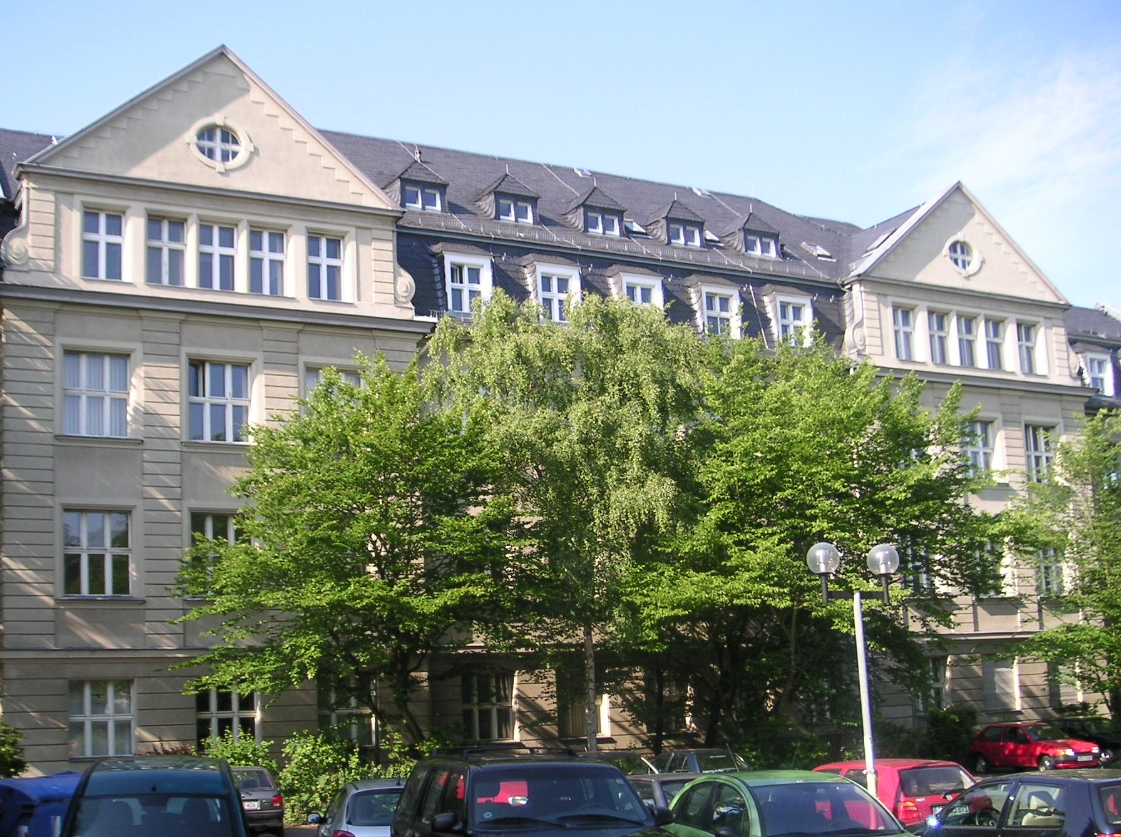
Здание бывшего института биологии Общества кайзера Вильгельма в Берлине, ныне юридический факультет Свободного университета Берлина

Общество кайзера Вильгельма, полное название — Общество кайзера Вильгельма по развитию науки (нем. Kaiser-Wilhelm-Gesellschaft zur Förderung der Wissenschaften) — с 1911 по 1948 гг. организация, объединявшая научно-исследовательские институты Германии (всего 21 институт, основанные в 1911—1938 гг.). После Второй мировой войны в 1948 г. институты Общества были частично расформированы, частично перешли в ведение Общества Макса Планка, функционирующего и по настоящее время.

## Президенты общества
- Адольф фон Гарнак (1911—1930)
- Макс Планк (1930—1937)
- Карл Бош (1937—1940)
- Альберт Фёглер (1941—1945)

## Известные члены общества
- Тимофеев-Ресовский, Николай Владимирович (1900-1981)